# Control d'armaments
El control d'armaments o control d'armes és un terme per les restriccions sobre el desenvolupament, la producció, l'emmagatzematge, la proliferació i ús d'armes, especialment d'armes de destrucció massiva. El control d'armaments és exercit normalment a través de la utilització de la diplomàcia que busca imposar aquelles restriccions acceptades pels participants a través dels tractats i acords internacionals, encara que també pot comprendre els esforços d'una nació o grup de nacions per imposar limitacions a un país sense el seu consentiment.
A nivell nacional o comunitari, el control d'armes pot ser equivalent als programes per al control de l'accés dels ciutadans a les armes. Això es refereix sovint com la política d'armes, on les armes de foc són el focus principal d'aquestes activitats a la majoria dels llocs.

## Consideracions
Els tractats i acords de control d'armes sovint es veuen com una manera d'evitar costoses curses armamentistes que podrien resultar contraproduents per als objectius nacionals i la pau futura. Alguns s'utilitzen com a maneres d'aturar la propagació de determinades tecnologies militars (com les dels armaments nuclears o la dels míssils) a canvi de garantir als desenvolupadors potencials que no seran víctimes d'aquestes tecnologies. A més, s'estableixen alguns acords de control d'armes per limitar el dany causat per la guerra, especialment als civils i al medi ambient, que es veu com a dolent per a tots els participants independentment de qui guanyi la guerra.
Si bé els tractats de control d'armes són considerats per molts defensors de la pau com una eina clau contra la guerra, els participants solen veure'ls simplement com una manera de limitar els elevats costos del desenvolupament i la construcció d'armes, i fins i tot reduir els costos associats a la guerra mateixa. El control d'armes poden ser fins i tot una manera de mantenir la viabilitat de l'acció militar limitant aquelles armes que farien la guerra tan costosa i destructiva que ja no seria una eina viable per a la política de defensa.

## Llista de tractats i convencions relacionats amb el control d'armes
Alguns dels acords internacionals de control d'armes més importants són els següents:
- Tractat de Versalles, 1919: va limitar la mida de l'exèrcit alemany després de la Primera Guerra Mundial
- Tractat naval de Washington, 1922–1939[5] (com a part de les conferències navals) - estableix limitacions a la construcció de cuirassats, creuers de batalla i portaavions, així com quotes de tonatge en creuers, destructors i submarins entre els Estats Units, Regne Unit, Japó, França i Itàlia
- Protocol de Ginebra, 1925: prohibia l'ús d'armes biològiques i químiques en combat
- Tractat de l'Antàrtida, signat el 1959, va entrar en vigor el 1961 - conflicte militar prohibit a l'Antàrtida
- Tractat de prohibició parcial de proves nuclears, signat i entrat en vigor el 1963: es prohibeix les proves d'armes nuclears a l'atmosfera
- Tractat de l'espai exterior, signat i entrat en vigor l'any 1967:[6] es prohibeix el desplegament d'armes de destrucció massiva, incloses les armes nuclears, a l'espai
- Tractat de No Proliferació Nuclear, signat el 1968, va entrar en vigor el 1970: va prohibir que els països sense armes nuclears les adquireixin mentre comprometien els estats amb armes nuclears a un eventual desarmament.
- Tractat de control d'armes del fons marí, signat el 1971, va entrar en vigor el 1972[7] - proves nuclears submarines prohibides
- Tractat de limitació d'armes estratègiques (SALT I), signat i ratificat el 1972, en vigor entre 1972 i 1977: introducció limitada de nous llançadors de míssils balístics intercontinentals i míssils balístics llançats per submarins
- Tractat sobre míssils antibalístics, signat i entrat en vigor el 1972, finalitzat després de la retirada dels EUA el 2002: míssils antibalístics restringits
- Convenció sobre armes biològiques, signada el 1972, va entrar en vigor el 1975[8] - producció prohibida d'armes biològiques
- Tractat sobre la limitació de proves nuclears subterrànies, signat el 1974, va entrar en vigor el 1990, limitant les proves d'armes nuclears a 150 quilotones
- SALT II, signat el 1979, mai va entrar en vigor: producció limitada de míssils balístics intercontinentals i de llarg abast
- Conveni sobre la prohibició d'utilitzar tècniques de modificació ambiental amb finalitats militars o altres finalitats hostils, signat el 1977, va entrar en vigor el 1978: prohibia l'ús militar de tècniques de modificació ambiental
- Convenció sobre determinades armes convencionals, signada el 1980, va entrar en vigor el 1983: restringia determinades armes convencionals com ara mines terrestres, armes incendiàries i armes làser, així com exigia l'eliminació de municions sense explotar.
- Tractat de la Lluna, signat el 1979, va entrar en vigor el 1984[38] - prohibeix la militarització de la Lluna
- Tractat sobre forces nuclears de mitjà abast (Tractat INF), signat el 1987, va entrar en vigor el 1988, els Estats Units i Rússia van anunciar la retirada el 2019: limitacions en els míssils balístics de curt i mig abast
- Tractat sobre Forces Armades Convencionals a Europa, (Tractat CFE) signat el 1990, va entrar en vigor el 1992[9] - va establir límits al desplegament de forces militars convencionals a Europa entre l'OTAN i el Pacte de Varsòvia
- Document de Viena, adoptat el 1990, actualitzat el 1992, 1994, 1999, 2011[10] - Acord europeu sobre mesures de confiança i seguretat, com ara la notificació prèvia d'activitats de les forces militars i inspeccions d'activitats militars
- Tractat de reducció d'armes estratègiques I (START I), signat el 1991, va entrar en vigor el 1994, va expirar el 2009 (START I va ser el successor dels acords SALT vençuts.) - va proporcionar limitacions a les armes ofensives estratègiques
- Convenció sobre armes químiques, signada el 1993, va entrar en vigor el 1997 - prohibició de la producció i emmagatzematge d'armes químiques
- START II, signat el 1993, ratificat el 1996 (Estats Units) i el 2000 (Rússia), finalitzat després de la retirada russa el 2002:[11] míssils balístics intercontinentals prohibits amb múltiples vehicles de reentrada orientables de manera independent.
- Tractat de Cels Oberts, signat el 1992, va entrar en vigor el 2002[12] - va permetre els vols de reconeixement desarmats entre l'OTAN i Rússia
- Tractat de prohibició completa dels assaigs nuclears, signat el 1996, no ha entrat en vigor. - Prohibició de proves d'armes nuclears
- Tractat d'Ottawa sobre les mines terrestres antipersonal, signat el 1997, va entrar en vigor el 1999[13]
- Tractat de reduccions d'ofensives estratègiques (SORT), signat el 2002, va entrar en vigor el 2003, expira el 2012 - ogives nuclears limitades
- Codi internacional de conducta contra la proliferació de míssils balístics, signat el 2002 - proliferació limitada de míssils balístics
- Convenció sobre bombes de dispersió, signada el 2008, va entrar en vigor el 2010[14][15][16][17] – prohibeix el desplegament, la producció i l'emmagatzematge de bombes de dispersió
- Nou tractat de reducció d'armes estratègiques (START III), signat per Rússia i els Estats Units l'abril de 2010, va entrar en vigor el febrer de 2011[18][19][20][21] - redueix els míssils nuclears estratègics a la meitat
- Tractat sobre el Comerç d'Armes, celebrat el 2013, va entrar en vigor el 24 de desembre de 2014:[22] regula el comerç d'armes convencionals
- Tractat sobre la prohibició de les armes nuclears, signat el 2017, va entrar en vigor el gener de 2021: prohibeix les armes nuclears

## Vegeu tembé
- Control d'armes de foc